# Norovirus
Norovirus, NoV, HuNoV, er virus, der forårsager den meget smitsomme Roskildesyge også benævnt akut gastroenteritis, epidemisk non-bakteriel gastroenteritis eller Norwalk Disease. Norovirus er en genetisk forskelligartet gruppe virus, der indeholder positivt polariseret enkeltstrenget RNA, (ssRNA(+)/+ssRNA), der virker direkte som mRNA.
NoV er i stand til at holde sig infektiøse i miljøet, og derfor er partikelstabiliteten af særlig interesse, da transmission sker via fæces.

## Klassifikation
Norovirus tilhører virusfamilien Caliciviridae,
Ifølge International Committee on Taxonomy of Viruses har slægten Norovirus én art, som kaldes Norwalk-virus.
Norovirus kan genetisk klassificeres i ti forskellige genogrupper (GI - GX), som yderligere kan opdeles i forskellige genetiske klynger eller genotyper. Men Norovirus, der normalt isoleres i tilfælde af akut gastroenteritis, tilhører kun tre genogrupper:
- GI, genogruppe I omfattende Norwalk-virus, Desert Shield-virus og Southampton-virus,
- GII, genotype II omfattende Bristol virus, Lordsdale virus, Toronto virus, Mexico virus, Hawaii virus og Snow Mountain virus. Type GII.4 med Sydney virus og NewOrleans virus tegner sig for størstedelen af voksne udbrud af gastroenteritis og fejer ofte over hele kloden og
- GIV, genotype IV.

## Molekylære forhold
Norovirus er virus med en kapsid, dvs. en proteinkapsel med icosaedriske geometrier (se billedet). Størrelsen varierer meget, fra 23 til 40 nm i diameter. De større kapsider (38-40 nm) udviser T=3-symmetri og er sammensat af 180 VP1-proteiner. Små kapsider (23 nm) viser T=1-symmetri og er sammensat af 60 VP1-proteiner.

### Genomet
Norovirus indeholder et lineært, ikke-segmenteret positivt polariseret RNA-genom på omkring 7500 baser (7,3 - 8,3 kb), der koder for et stort polyprotein og to andre proteiner:
- Polyproteinet spaltes til seks mindre ikke-strukturelle proteiner (NS1/2 til NS7) af en viral protease (NS6),
- VP1, et større strukturelt kapsidprotein på ca. 58~60 kDa og
- VP2, et mindre kapsidprotein.

### Proteinerne
Den mest variable region af det virale capside er P2-domænet, som indeholder antigenpræsenterende steder og kulhydrat-receptorbindingsområder.